# Ted Yoho
Theodore Scott Yoho, detto Ted (Minneapolis, 13 aprile 1955), è un politico statunitense, membro della Camera dei rappresentanti per lo stato della Florida dal 2013 al 2021.

## Biografia
Nato a Minneapolis, Yoho si trasferì in Florida da bambino e studiò veterinaria all'Università della Florida. Dopo aver svolto la professione di veterinario per quasi trent'anni, Yoho entrò in politica con il Partito Repubblicano e nel 2012 si candidò alla Camera dei rappresentanti, sfidando nelle primarie il deputato in carica da ventiquattro anni Cliff Stearns. Yoho ottenne il sostegno pubblico di molte personalità del partito, fra cui Ron Paul, Paul Ryan e Michele Bachmann, riuscendo poi a sconfiggere di misura Stearns. Ted Yoho si configura come un repubblicano conservatore.
Fece discutere nel 2020 un suo pesante attacco personale nei confronti della collega deputata Alexandria Ocasio-Cortez, definita "disgustosa" e "fottuta puttana".
Nel dicembre 2020, Yoho è stato uno dei 126 membri repubblicani della Camera dei rappresentanti che hanno firmato un documento a sostegno di Texas v. Pennsylvania, una causa intentata presso la Corte Suprema degli Stati Uniti contestando i risultati delle elezioni presidenziali del 2020, in cui Joe Biden ha prevalso su Donald Trump. La Corte Suprema ha rifiutato di ascoltare il caso sulla base del fatto che il Texas non era legittimato ai sensi dell'articolo III della Costituzione per contestare i risultati delle elezioni tenute da un altro stato.
Il presidente della Camera  Nancy Pelosi, ha rilasciato una dichiarazione in cui ha definito la firma del documento un atto di "sovversione elettorale". Inoltre, Pelosi ha rimproverato Yoho e gli altri membri della Camera che hanno sostenuto la causa: "I 126 membri repubblicani che hanno firmato questa causa hanno portato disonore alla Camera. Invece di mantenere il giuramento di sostenere e difendere la Costituzione, hanno scelto di sostituire la Costituzione e minare la fiducia del pubblico nelle nostre sacre istituzioni democratiche".

## Vita privata
È sposato con Carolyn e padre di tre figli.